# Zenopsis nebulosa
El pez de San Pedro espejo (Zenopsis nebulosa) es un pez de San Pedro de la familia Zeidae, que se encuentra en el Océano Pacífico sur a profundidades de entre 30 y 800 m. Su longitud es de hasta 70 cm. El pez San Pedro espejo tiene una primera aleta dorsal alta que contiene 9 radios espinosos y alrededor de 27 radios blandos en la segunda. El conjunto delantero de los radios de la aleta pélvica es muy alargado. Hay grandes espinas planas a cada lado del cuerpo en la base de las aletas dorsal y anal. El cuerpo sin escamas es de un color plateado uniforme, tan brillante que parece casi un espejo, con una mancha oscura indistinta en el medio de cada flanco. En la expedición NORFANZ de un mes de duración de 2003, que estaba examinando la biodiversidad de los montes submarinos y las laderas de Norfolk Ridge, se recolectaron 117 especímenes con un promedio de 1 kg en cuatro ubicaciones.